# ولادیمیر کاراپتوف
ولادیمیر کاراپتوف (ارمنی: [] Error: {{Lang}}: فاقد متن (راهنما); انگلیسی: Vladimir Karapetoff; زاده ۸ ژانویهٔ ۱۸۷۶ – درگذشته ۱۱ ژانویهٔ ۱۹۴۸) مهندس برق، مخترع، استاد دانشگاه و نویسنده روسی -ارمنی‌تبار اهل ایالات متحده آمریکا بود. وی همچنین برندهٔ جوایزی همچون مدال الیوت کرسون شده‌است.